# Dimethylzinn-Verbindungen
Dimethylzinn-Verbindungen (abgekürzt DMT nach englisch Dimethyltin) sind zinnorganische Verbindungen mit zwei Methylgruppen. Sie sind nicht zu verwechseln mit dem Stannylen Dimethylzinn. 

## Vertreter
- Dimethylzinndichlorid
- Dimethylzinndifluorid[S 1]
- Dimethylzinnphosphat[S 2]
- Dimethylzinndineodecanoat[S 3]
- Dimethylzinnoxid[S 4]
- Dimethylzinndibromid
- Dimethylzinndiiodid[S 5]
- Dimethylzinndiacetat[S 6]
- Dimethylzinndilaurat[S 7]

## Externe Links zu erwähnten Verbindungen
1. ↑  Externe Identifikatoren von bzw. Datenbank-Links zu Dimethylzinndifluorid:  CAS-Nr.: 3582-17-0, ECHA-InfoCard: 100.292.188, PubChem: 77130, ChemSpider: 69568, Wikidata: Q27269801.
2. ↑  Externe Identifikatoren von bzw. Datenbank-Links zu Dimethylzinnphosphat:  CAS-Nr.: 100485-79-8, ECHA-InfoCard: 100.299.796, PubChem: 112500469, ChemSpider: 52085407, Wikidata: Q27289115.
3. ↑  Externe Identifikatoren von bzw. Datenbank-Links zu Dimethylzinndineodecanoat:  CAS-Nr.: 68928-76-7, EG-Nr.: 273-028-6, ECHA-InfoCard: 100.066.369, Wikidata: Q72469547.
4. ↑  Externe Identifikatoren von bzw. Datenbank-Links zu Dimethylzinnoxid:  CAS-Nr.: 2273-45-2, EG-Nr.: 218-881-7, ECHA-InfoCard: 100.017.166, PubChem: 75277, Wikidata: Q72471143.
5. ↑  Externe Identifikatoren von bzw. Datenbank-Links zu Dimethylzinndiiodid:  CAS-Nr.: 2767-49-9, PubChem: 431336, ChemSpider: 381474, Wikidata: Q110997724.
6. ↑  Externe Identifikatoren von bzw. Datenbank-Links zu Dimethylzinndiacetat:  CAS-Nr.: 13293-57-7, PubChem: 87097299, Wikidata: Q82479044.
7. ↑  Externe Identifikatoren von bzw. Datenbank-Links zu Dimethylzinndilaurat:  CAS-Nr.: 2179-99-9, EG-Nr.: 218-552-8, ECHA-InfoCard: 100.016.866, PubChem: 16683112, ChemSpider: 21159605, Wikidata: Q27292881.